# Verdiago
Verdiago es una localidad española perteneciente al municipio de Crémenes, en la provincia de León, comunidad autónoma de Castilla y León.

## Geografía

### Ubicación
| Noroeste: Valdoré            | Norte: Villayandre | Noreste: Argovejo       |
| Oeste: Valdoré               |                    | Este: Ocejo de la Peña  |
| Suroeste Sahelices de Sabero | Sur: Sabero        | Sureste: Aleje, Alejico |

## Demografía
Evolución de la población
| Gráfica de evolución demográfica de Verdiago entre 2000 y 2017     |
|                                                                    |
| Población de derecho (2000-2017) según el padrón municipal del INE |